# ぎゅっとBABY☆愛なんだBABY
「ぎゅっとBABY☆愛なんだBABY」（ぎゅっとベイビーあいなんだベイビー）は、蛍（CV.内田彩）、氷柱（CV.藤田咲）、星花（CV.三森すずこ）のシングル。2011年7月27日にLantisから発売された。

## 概要
読者参加企画『Baby Princess』のアニメ化作品『Baby Princess 3Dぱらだいす0』『Baby Princess 2Dぱらだいす0』のオープニングテーマ曲と他1曲を収録したCD。
各曲は、同作品の出演声優が、同作品内で演じた登場人物名義で歌っている。
カップリング曲『MELODY』は、『Baby Princess』の原作者・公野櫻子が原作を手掛けた読者参加企画『シスター・プリンセス』のゲーム化作品『Sister Princess』のオープニングテーマのカバー。

## 収録内容
1. ぎゅっとBABY☆愛なんだBABY [3:59]
作詞：畑亜貴、作曲：田代智一、編曲：高田暁
OVA『Baby Princess 3Dぱらだいす0』『Baby Princess 2Dぱらだいす0』オープニングテーマ、インターネットラジオ『べびプリRadio ぱらだいす0』オープニングテーマ
2. MELODY [4:31]
作詞：谷口正明、作曲：伊藤真澄、編曲：酒井陽一
SISTER PRINCESS「MELODY」カバー
3. ぎゅっとBABY☆愛なんだBABY （Off Vocal）
4. MELODY （Off Vocal）